# Passion (1969)
Passion (Originaltitel: En passion) ist ein schwedisches Filmdrama von Ingmar Bergman aus dem Jahr 1969 und der abschließende Teil von Bergmans so genannter Fårö-Trilogie.

## Handlung
Andreas Winkelmann lebt zurückgezogen in seinem Haus abseits eines kleinen schwedischen Dorfes, nur mit dem alten Einsiedler Andersson unterhält er gelegentlich Kontakt. Eines Tages erhält er Besuch von Anna Fromm, die sein Telefon benutzen möchte. Sie vergisst ihre Handtasche bei ihm, in dieser findet er einen Brief ihres Mannes, der wie er Andreas heißt, und in dem dieser Anna um die Scheidung bittet. Später erfährt er, dass Anna ihren Mann und ihr Kind bei einem Autounfall verloren hat, bei dem sie am Steuer saß. Sie wohnt bei dem Ehepaar Elis und Eva Vergérus. Elis ist ein erfolgreicher, aber äußerlich gefühlskalter Architekt, der die Porträtfotografie zu seinem Hobby gemacht hat. Eva hatte eine Affäre mit Annas Mann und lässt sich nun auf eine Liebschaft mit Andreas ein, die aber nicht lange währt. 
Der scheinbare Frieden der Gemeinde wird von Misshandlungen von Tieren überschattet: Schafe werden sinnlos erstochen, ein Hundewelpe erhängt, den Andreas rettet und bei sich aufnimmt. Die Bewohner verdächtigen den alten Andersson und bedrohen ihn in anonymen Briefen.
Später gehen Anna und Andreas eine Beziehung ein, die nicht von tiefer Liebe, aber zumindest anfangs von gegenseitigem Respekt und Freundschaft geprägt ist. Sie zieht bei ihm ein, doch nach einigen Monaten zerbricht ihre Beziehung, da Andreas seine menschliche Isolation nicht aufzugeben vermag, während Anna sich fortwährend mit ihrer angeblich glücklichen früheren Ehe selbst belügt. Ein paar Tage nachdem Andreas von Anderssons Selbstmord erfahren hat, schlägt er in einem Streit auf Anna ein.
Kurz darauf wird ein Stall niedergebrannt, der verdächtigte Andersson war offensichtlich nicht der gesuchte Tierschänder. Andreas trifft zuerst an der Brandstätte ein, dann Anna. Sie fahren gemeinsam in ihrem Wagen zurück. Während der Fahrt eröffnet Andreas ihr, dass er eine Trennung für das Beste halte. Anna, die am Steuer sitzt, fährt zusehends schneller, bis es zu einer Auseinandersetzung kommt, die in Andreas’ Frage mündet, ob sie ihn ebenso umbringen wolle wie zuvor ihren Mann. Er flüchtet aus dem Wagen, und Anna fährt allein weiter. Andreas bewegt sich ziellos im Kreis, seine Silhouette verschwindet im gleißend hellen Tageslicht. In einem Voice-over erklärt der Erzähler, „diesmal war sein Name Andreas Winkelmann“.

## Hintergrund
Passion ist der abschließende Teil der so genannten Fårö-Trilogie, begonnen mit Die Stunde des Wolfs (1968) und Schande (1968). Der Film entstand zwischen September und Dezember 1968 auf der schwedischen Insel Fårö, auf der Bergman einige Jahre lang lebte. Nach Ach, diese Frauen (1964) war dies der zweite Farbfilm Bergmans.
Im Film ist die Sarabande aus der Partita Nr. 3 A-Moll von Johann Sebastian Bach zu hören. Diese Komposition wird auch in Die Stunde des Wolfs und Schande angespielt, für Renaud ein Indiz, dass alle drei Filme als zusammengehörige Trilogie betrachtet werden können. Ein weiterer Verweis ist der in Schwarzweiß gezeigte Traum Annas, in dem sie sich in einem Kriegsgebiet wiederfindet und der thematisch direkt an den ebenfalls in Schwarzweiß gedrehten Vorgängerfilm Schande anschließt.
In seiner Werksmonographie Bilder (1990) erklärte Bergman zur Motivation, Passion zu drehen: „Der Film zeigt, was ich eigentlich in Schande hatte zeigen wollen – Gewalt, die sich auf eine illegitime Weise ausdrückt. Eigentlich dieselbe Geschichte, jedoch glaubwürdiger.“ Dennoch war er mit dem Ergebnis unzufrieden, wofür er unter anderem die kurzen Unterbrechungen des Films verantwortlich machte, in denen sich die vier Hauptdarsteller zur Motivation der von ihnen verkörperten Figuren äußern. Ähnlich distanzierende Stilmittel, in denen dem Zuschauer bewusst gemacht wird, dass er einen Spielfilm betrachtet, hatte Bergman bereits in Persona (1966) und Die Stunde des Wolfs angewendet. Parallelen sah Bergman auch zwischen der Figur des Johan Andersson in Passion und dem Selbstmörder Jonas Persson in Licht im Winter (1962): „Beide werden Opfer der Untätigkeit und des Unvermögens zu menschlicher Einfühlung bei der Hauptperson.“
Passion startete in Schweden am 10. November 1969. Der Film wurde in der BRD erstmals am 25. Oktober 1970 im Rahmen der Nordischen Filmtage Lübeck gezeigt und am 14. August 1972 im ZDF ausgestrahlt.

## Rezeption
„Um Obsessionen, Verstrickungen und Ängste geht es auch im düsteren Schlußstück von Ingmar Bergmans „Insel-Trilogie“, das er bedeutungsschwer mit gemetzelten Schafen, erhängten Hunden und toten Vögeln bebildert hat. Wieder wird – wie in der „Stunde des Wolfs“ und der „Schande“ – von den beiden Protagonisten […] das Scheitern einer Gemeinschaft vorgeführt.“

„Ingmar Bergmans ästhetisch und farblich durchgeformte filmische Meditation kreist abermals um Grundfragen menschlichen Daseins und entwirft ein Bild erschütternder seelischer Not und Verlassenheit.“

## Auszeichnungen (Auswahl)
- 1971: Preis der National Society of Film Critics für die Beste Regie